# Santiago del Campo
Santiago del Campo (extremadurai nyelven Santiagu del Campu) település Spanyolországban, Cáceres tartományban. Santiago del Campo Cáceres, Garrovillas de Alconétar, Hinojal és Talaván községekkel határos. Lakosainak száma 247 fő (2024).

## Népesség
A település népessége az elmúlt években az alábbi módon változott:
| Lakosok száma | 306  | 318  | 323  | 307  | 290  | 274  | 280  | 252  | 234  | 247  |
|               | 2001 | 2004 | 2006 | 2009 | 2011 | 2014 | 2016 | 2019 | 2021 | 2024 |